# Büyük Han
Büyük Han (dob. 'Veliko gostišče', grško Μεγάλο Πανδοχείο, latinizirano: Megálo Pandocheío) je največji karavanseraj na Cipru in velja za eno najlepših stavb na otoku. Nahaja se v prestolnici Cipra in so jo Osmani zgradili leta 1572, leto po tem, ko so Benečanom odvzeli Ciper. V središču odprtega dvorišča je mošeja z vodnjakom za umivanje pred molitvijo. Postal je prvi mestni zapor pod britansko upravo. Potem ko je bil večino 1990-ih v restavriranju, je bilo gostišče oživljeno kot cvetoče umetniško središče, sestavljeno iz več galerij in delavnic. Obstaja tudi več dvoriščnih kavarn in prodajaln spominkov.

## Zgodovina
Po zgodovinskih zapisih je bila stavba zgrajena leta 1572 pod okriljem Muzaffer-paše, prvega osmanskega guvernerja Cipra, po vzoru Koza Hana v Bursi. Stavba naj bi bila zgrajena na ostankih starejše. Vendar pa arheolog Tuncer Bağışkan pripisuje gradnjo gostišča Sinanu-paši, saj je bil Muzaffer-paša 26. avgusta 1571 imenovan za guvernerja Tripolitanije. Obstaja še eno ohranjeno pismo Selima II. o gostišču, kjer je po obvestilu, da so bile nekatere trgovine porušene za gradnjo karavansarajev, ukazal, da če karavansaraji za vakıf niso donosni, jih je treba porušiti in nadomestiti z novimi trgovinami. Novinar Ahmet Tolgay pa je zapisal, da je Muzaffer-paša naročil gradnjo in pred usmrtitvijo nadzoroval začetek gradnje. Po besedilu turške akademske enciklopedije za islamske študije Islâm Ansiklopedisi je Muzaffer-paša iz Konstantinopla zaprosil arhitekta za obnovo ciprskih trdnjav. Poslani arhitekt, imenovan Bostan, bi lahko zgradil Büyük Han.
Sprva je bil karavanseraj znan kot Yeni Han (Novo gostišče). Postal je znana tudi kot Alanyalılar Hanı (gostišče tistih iz Alanye), saj so ga obiskali trgovci iz Alanye. Ko pa je bil nasproti trga Asmaaltı zgrajen manjši Kumarcilar Han, je v 17. stoletju postal znan kot 'Veliko gostišče' (Büyük Han).
Po britanskem prevzemu Cipra leta 1878 je bilo gostišče obnovljeno za uporabo kot zapor. Uporabljali so ga kot osrednji zapor v Nikoziji med letoma 1892 in 1903, ko so zapor preselili v novo stavbo zahodno od Pedieosa. V letih 1900 in 1901, ko je britanska uprava zapustila stavbo, so bile trgovine z zadnje strani z dovoljenjem uprave Evkaf razširjene do točke, kjer so se srečale s cesto. Med letoma 1903 in 1947 je bila stavba uporabljena kot gostišče. Med letoma 1947 in 1962 je postala zatočišče za revne družine, kjer so lahko poceni najemale sobe.

## Arhitektura
Gostišče ima dve nadstropji in je bolj ali manj kvadratne oblike; njegove dimenzije so 50,67 m krat 45,25 m. Obstaja veliko notranje dvorišče, ki je obdano s sobami, ki imajo spredaj stebrišča s prečnimi oboki. V obeh nadstropjih je 68 sob, pri čemer so tiste v pritličju v preteklosti uporabljene za trgovino, tiste v prvem nadstropju pa so bile zgodovinsko uporabljene za nastanitev. Za kolonado na vzhodnem delu je tudi 10 enonadstropnih trgovin.
Vhod v gostišče je skozi dvokrilna vrata na vzhodu in zahodu. Glavna vrata so na vzhodni strani in se odpirajo na trg Asmaaltı. V vsaki sobi so nad kamini postavljeni šesterokotni ali osmerokotni kamniti dimniki; Rupertu Gunnisu se je zdel ta dimnik poseben in je trdil, da lahko izvira iz srednjeveške stavbe, ki je nekoč stala na tem mestu.
Sredi notranjega dvorišča je posebna vrsta mošeje, znana je turško kot köşk mescidi ('dvorec mošeja). Po navedbah Bağışkan naj bi kamni, ki so bili uporabljeni za gradnjo te mošeje, prišli iz drugih zgradb. Ustreza podobnim mošejam, zgrajenim v anatolskih karavanserajih, kot sta Koza Han v Bursi ali Rüstem Paşa Hanı v Odrinu med 13. in 17. stoletjem. Leta 1927 je George Jeffery ugotovil, da so mošeje uporabljali kot senik.
Na jugozahodu mošeje leži grob. Ta grob je tradicionalno last visokega človeka, ki je umrl med bogoslužjem ali samega Muzaffer-paše, ki je bil po tradiciji usmrčen. Vendar Bağışkan opozori na imenovanje paše v Tripolitanijo in pravi, da je mit, da je tam pokopan. Grob je bil v preteklosti uporabljen kot prostor za daritev, čeprav se je ta uporaba končala že mnogo nazaj.

## Trenutna uporaba
Od obnovitve je Evkaf Administration v najemnih pogodbah določila, da vse izdelke, ki se prodajajo v Büyük Han, najemniki izdelujejo sami in je prepovedala prodajo izdelkov, proizvedenih zunaj. Kot take trgovine v karavanseraju prodajajo tradicionalne ciprske obrti, večina najemnic pa je žensk, ki proizvajajo takšne izdelke. Uprava Evkaf izvaja preglede, da zagotovi, da najemniki izpolnjujejo pogoje najemne pogodbe in najemnike opozori, če se odkrijejo kršitve.